# Michał Żewłakow
Michał Żewłakow [ˈmʲixaw ʒɛvˈwakɔf] (* 22. April 1976 in Warschau) ist ein ehemaliger polnischer Fußballspieler und Rekordnationalspieler seines Landes. Sein Zwillingsbruder Marcin war ebenfalls Fußballprofi.

## Vereinskarriere
Mit dem Fußballspiel begann er bei den Warschauer Vereinen Drukarz Warschau (1987–1992) und Marymont Warschau (1992–1993). Mit siebzehn Jahren kam er 1993 zu Polonia Warschau, für den Hauptstadtklub absolvierte er ab 1995 bis 1998 79 Spiele (vier Tore). In der Saison 1995/96 wurde er für die Hinrunde an den unterklassigen Klub Hutnik Warschau ausgeliehen. Nach der Rückkehr zur Rückrunde konnte er sich endgültig durchsetzen und sicherte sich einen Stammplatz bei Polonia.
1998 wechselte der auf der linken Abwehrseite oder im defensiven Mittelfeld einsetzbare Pole dann nach Belgien zu KSK Beveren. Nach 24 Einsätzen und einem Tor wechselte er innerhalb der Ersten Division zu Excelsior Mouscron, für das er bis 2002 aktiv war und insgesamt 94 Einsätze (ein Tor) verbuchen konnte. Anschließend spielte er bis 2006 für den RSC Anderlecht, mit dem er 2004 und 2006 belgischer Meister wurde. Insgesamt absolvierte er für den RSC Anderlecht 96 Spiele (drei Tore). Im Jahre 2006 spielte er für den griechischen Klub Olympiakos Piräus, mit dem er 2007, 2008 und 2009 die griechische Meisterschaft gewinnen konnte, ehe er in der Saison 2010/11 in der Türkei für MKE Ankaragücü spielte. In der Saison 2011/12 wechselte Michał Żewłakow nach Polen zu Legia Warschau. Mit Legia wurde er 2013 polnischer Meister und zwei Mal polnischer Pokalsieger. Nach der Saison 2012/13 beendete er seine aktive Fußballkarriere.

## Nationalmannschaft
Żewłakow spielte 102-mal für die Nationalmannschaft Polens und erzielte dabei drei Treffer. Er stand auch im Aufgebot Polens bei der WM 2002 und bei der WM 2006. Ebenso stand er im Aufgebot Polens bei der EM 2008. Am 10. Oktober 2010 machte er gegen die USA sein 100. Länderspiel und stellte damit den inoffiziellen Rekord von Grzegorz Lato ein, von dessen 100 Länderspielen die FIFA fünf nicht mehr als A-Länderspiele anerkennt. Am 12. Oktober stellte er dann mit seinem 101. Länderspiel im Spiel gegen Ecuador einen neuen Rekord auf. Sein 102. und letztes Länderspiel absolvierte Michał Żewłakow am 29. März 2011 gegen Griechenland.

## Erfolge
- 2× Belgischer Meister (2004 und 2006)
- 1× Belgischer Supercup (2006)
- 3× Griechischer Meister (2007, 2008 und 2009)
- 2× Griechischer Pokalsieger (2008 und 2009)
- 1× Griechischer Supercup (2007)
- 1× Polnischer Meister (2013)
- 2× Polnischer Pokalsieger (2012, 2013)
- 2× WM-Teilnahme (2002 und 2006)
- 1× EM-Teilnahme (2008)